# Hypentelium
Hypentelium is een geslacht van straalvinnige vissen uit de familie van de zuigkarpers (Catostomidae).

## Soorten
- Hypentelium etowanum (Jordan, 1877)
- Hypentelium nigricans (Lesueur, 1817)
- Hypentelium roanokense Raney & Lachner, 1947